# Едоардо Гори
Едоардо Гори (енгл. Edoardo Gori; 5. март 1990) професионални је рагбиста и италијански репрезентативац, који тренутно игра за Бенетон. Висок је 178 цм, тежак је 81 кг и игра на позицији број 9 - деми. Сезону 2009-2010 провео је у екипи Каваљери Прато (9 утакмица), а од 2010. до данас за Бенетон је одиграо 52 утакмице и дао 35 поена. Дебитовао је за италијанску репрезентацију против Аустралије у новембру 2010. За италијанску репрезентацију одиграо је 47 тест мечева и постигао 25 поена. Играо је на два светска првенства.